# William Rainey Harper
William Rainey Harper, né le 24 juillet 1856 à New Concord (Ohio) et mort le 10 janvier 1906 à Chicago, est le premier président de l'université de Chicago et un latiniste, un helléniste et un hébraïste américain.

## Biographie

### L'universitaire
En 1891, il devient le premier président de l'université de Chicago, grâce entre autres aux fortes recommandations de John Davison Rockefeller et fonde la bibliothèque de l'Université de Chicago qu'il dote de nombreux volumes.
Ses écrits concernent majoritairement les langues anciennes, comme le latin ou le grec, et l'hébreu ancien,.

### Le rapport Harper
Quand en 1898, William Rainey Harper rédige un rapport qui porte son nom le  Rapport Harper remis à la commission de l'enseignement de la ville de Chicago. Ce rapport rencontre la vive opposition du syndicat des enseignantes, la Chicago Teachers Federation (CTF) dirigée par Catherine Goggin et Margaret Haley. Selon la CTF William Rainey Harper est un réactionnaire, élitiste animé par une détestation des femmes. Selon lui, les enseignantes devraient se contenter d'une rémunération égale à celle de la femme de ménage au service de son épouse. Pour lui, les enseignants devraient passer sous la coupe d'une bureaucratie centralisée soucieuse de rationalisation et de moindre coût économique, buts passants au dessus de la pédagogie et barrant toute initiative aux enseignants. La CTF est soutenue par la Chicago Civic Federation organise et finance plusieurs meetings où Margaret Haley et Catherine Goggin exposent au public les menaces du rapport Harper et lancent des pétitions pour que ce rapport soit enterré. Lors d'un meeting un témoignage souligne les connivences entre William Rainey Harper et le magnat du pétrole John Rockefeller ; une enquête est lancée qui confirme la collision. Ayant eu vent de ces accointances, le gouverneur de l'Illinois, John Peter Altgeld se moque du rapport Harper qui veut soumettre les institutions scolaires à la Standard Oil. Au printemps de l’année 1899, face à la pression de la majorité des enseignants et l'appui massif du public, le Conseil municipal de Chicago vote le rejet du projet de loi Harper,,,. 

### Autres activités
Il appuie la candidature de Chicago pour l'organisation des Jeux olympiques de 1904, mais ceux-ci seront finalement accueillis par Saint-Louis dans le Missouri (État).

## Œuvres
- Introductory Hebrew Method and Manual (1886)
- An Inductive Greek Method (1888)  (coécrit avec William E. Waters)
- An Inductive Greek Primer (1893) (coécrit avec  Clarence Castle)
- An Inductive Latin Method (coécrit avec  Isaac Burgess)
- Elements of Hebrew Syntax By an Inductive Method (1888)
- Eight Books Of Caesar's Gallic War (1891)
- Young Folks Library: Leaders of Men or History Told in Biography (Editor-1891)
- Xenophon's Anabasis Seven Books (1893)
- Religion and the Higher Life (1904)
- The Prophetic Element In The Old Testament: An Aid To Historical Study For Use In Advanced Bible Classes (1905)
- A Critical and Exegetical Commentary on Amos and Hosea (1905)
- The Biblical world, Volume 53 (1919)